# Adam Stejskal
Adam Stejskal (Brno, 23 agosto 2002) è un calciatore ceco, portiere del WSG Tirol.

## Carriera

### Club
Stejskal è cresciuto nel settore giovanile dello Zbrojovka Brno e nel 2018 è stato acquistato dal Salisburgo. Nel 2019 è stato assegnato al Liefering, la seconda squadra del club austriaco militante in seconda divisione, ed il 24 luglio 2020 ha debuttato nell'incontro di campionato vinto 5-0 contro il Juniors OÖ. Nel 2022 è stato promosso in prima squadra dove è apparso regolarmente in panchina nel corso della stagione senza però riuscire ad esordire.
Il 28 giugno 2023 è stato acquistato a titolo definitivo dal WSG Tirol.

### Nazionale
Ha giocato nelle nazionali giovanili ceche Under-16, Under-17 ed Under-18.

## Statistiche

### Presenze e reti nei club
Statistiche aggiornate al 6 aprile 2024.
| Stagione        | Squadra         | Campionato      | Campionato | Campionato | Coppe nazionali | Coppe nazionali | Coppe nazionali | Coppe continentali | Coppe continentali | Coppe continentali | Altre coppe | Altre coppe | Altre coppe | Totale | Totale | Totale |
| Stagione        | Squadra         | Comp            | Pres       | Reti       | Comp            | Pres            | Reti            | Comp               | Pres               | Reti               | Comp        | Pres        | Reti        | Pres   | Reti   |        |
| --------------- | --------------- | --------------- | ---------- | ---------- | --------------- | --------------- | --------------- | ------------------ | ------------------ | ------------------ | ----------- | ----------- | ----------- | ------ | ------ | ------ |
| 2019-2020       | Liefering       | 2L              | 2          | 0          |                 | -               | -               |                    | -                  | -                  |             | -           | -           | 2      | 0      |        |
| 2020-2021       | Liefering       | 2L              | 17         | -21        |                 | -               | -               |                    | -                  | -                  |             | -           | -           | 17     | -21    |        |
| 2021-2022       | Liefering       | 2L              | 17         | -26        |                 | -               | -               |                    | -                  | -                  |             | -           | -           | 17     | -26    |        |
| 2022-2023       | Salisburgo      | BL              | 0          | 0          | CA              | 0               | 0               | UEL                | 0                  | 0                  |             | -           | -           | 0      | 0      |        |
| 2023-2024       | WSG Tirol       | BL              | 25         | -43        | CA              | 0               | 0               |                    | -                  | -                  |             | -           | -           | 25     | -43    |        |
| Totale carriera | Totale carriera | Totale carriera | 61         | -90        |                 | 0               | 0               |                    | 0                  | 0                  |             | -           | -           | 61     | -90    |        |